# Ветлюс
Ветлюс — ручей в России, протекает по территории Шокшинского вепсского сельского поселения Прионежского района Республики Карелии. Длина ручья — 15 км.
Ручей течёт преимущественно в юго-восточном направлении по заболоченной местности.
Ручей в общей сложности имеет два малых притока суммарной длиной 3,0 км.
Впадает на высоте 38,2 м над уровнем моря в реку Яшозерку, приток реки Муромли, впадающей в Верхнесвирское водохранилище, через которое протекает река Свирь.
Населённые пункты на ручье отсутствуют.
Код объекта в государственном водном реестре — 01040100712202000012308.